# Persone di nome Alfred
| Questa pagina contiene informazioni ricavate automaticamente dalle voci biografiche con l'ausilio del template Bio e di un bot. L'aggiornamento è periodico e automatico e ricostruisce completamente la pagina. Se manca una persona in questa lista, sei pregato di non aggiungerla, ma accertati piuttosto che la sua voce biografica contenga il template Bio e che i dati anagrafici siano correttamente compilati. Se il template Bio manca, inseriscilo tu stesso o, in alternativa, metti l'avviso {{tmp\|Bio}} che ne segnala la mancanza. Se i dati riportati sono sbagliati, correggi direttamente la voce biografica; le modifiche saranno visibili in questa lista entro pochi giorni. Per chiarimenti vedi il progetto antroponimi. La lista contiene solo le 635 persone che sono citate nell'enciclopedia e per le quali è stato implementato correttamente il template Bio. Pagina aggiornata al 6 ago 2025. |

Questa è una lista di persone presenti nell'enciclopedia che hanno il nome Alfred, suddivise per attività principale.

## Allenatori di calcio(9)
- Alfred Arbinger, allenatore di calcio e ex calciatore tedesco (Aldersbach, n. 1957)
- Alfred Aston, allenatore di calcio e calciatore francese (Chantilly, n. 1912 - Cannes, † 2003)
- Alfred Beck, allenatore di calcio e calciatore tedesco (Immelborn, n. 1925 - † 1994)
- Alfred Davis, allenatore di calcio inglese (Marlow, n. 1866 - Marlow, † 1924)
- Alfred Nijhuis, allenatore di calcio e ex calciatore olandese (Utrecht, n. 1966)
- Alfred Osmani, allenatore di calcio e ex calciatore albanese (Durazzo, n. 1983)
- Aki Schmidt, allenatore di calcio e calciatore tedesco (Dortmund, n. 1935 - Dortmund, † 2016)
- Alfred Schreuder, allenatore di calcio e ex calciatore olandese (Barneveld, n. 1972)
- Alf Young, allenatore di calcio e calciatore inglese (Sunderland, n. 1905 - Huddersfield, † 1977)

## Allenatori di football americano(1)
- Greasy Neale, allenatore di football americano, giocatore di baseball e allenatore di pallacanestro statunitense (Parkersburg, n. 1891 - Lake Worth, † 1973)

## Allenatori di pallacanestro(1)
- Alfred Julbe, allenatore di pallacanestro spagnolo (Barcellona, n. 1960)

## Alpinisti(5)
- Alfred Drexel, alpinista e ingegnere tedesco (Türkheim, n. 1900 - Nanga Parbat, † 1934)
- Alfred Ebermann, alpinista austriaco (Linz, n. 1908 - Grandes Jorasses, † 1951)
- Alfred Horeschowsky, alpinista e imprenditore austriaco (Vienna, n. 1895 - Vienna, † 1987)
- Alfred von Pallavicini, alpinista, sportivo e militare austriaco (Sopron, n. 1848 - Gruppo del Glockner, † 1886)
- Alfred von Radio-Radhis, alpinista, imprenditore e saggista austriaco (Firenze, n. 1875 - Vienna, † 1957)

## Ammiragli(6)
- Ernle Chatfield, ammiraglio britannico (Southsea, n. 1873 - Farnham Common, † 1967)
- Alfred Thayer Mahan, ammiraglio statunitense (West Point, n. 1840 - Washington, † 1914)
- Dudley Pound, ammiraglio britannico (Ventnor, n. 1877 - Londra, † 1943)
- Alfred Saalwächter, ammiraglio tedesco (Neusalz an der Oder, n. 1883 - Mosca, † 1945)
- Alfred von Tirpitz, ammiraglio tedesco (Küstrin, n. 1849 - Ebenhausen, † 1930)
- Alfred G. Ward, ammiraglio statunitense (Mobile, n. 1908 - Perryville, † 1982)

## Anatomisti(1)
- Alfred-Armand-Louis-Marie Velpeau, anatomista e chirurgo francese (Brèches, n. 1795 - Parigi, † 1867)

## Animatori(1)
- Al Eugster, animatore, scrittore e regista statunitense (New York, n. 1909 - Los Angeles, † 1997)

## Antropologi(4)
- Alfred Gell, antropologo britannico (n. 1945 - † 1997)
- Alfred Cort Haddon, antropologo e etnologo britannico (Londra, n. 1855 - Cambridge, † 1940)
- Alfred Kroeber, antropologo statunitense (New York, n. 1876 - Parigi, † 1960)
- Alfred Reginald Radcliffe-Brown, antropologo inglese (Birmingham, n. 1881 - Londra, † 1955)

## Arabisti(1)
- Alfred Guillaume, arabista e islamista britannico (n. 1888 - † 1965)

## Aracnologi(1)
- Alfred Frank Millidge, aracnologo britannico (n. 1914 - Tokyo, † 2012)

## Arbitri di calcio(1)
- Alfred Delcourt, arbitro di calcio belga (Sleidinge, n. 1929 - † 2012)

## Archeologi(4)
- Alfred Bellinger, archeologo e numismatico statunitense (Durham, n. 1893 - † 1978)
- Alfred Louis Delattre, archeologo e presbitero francese (Déville-lès-Rouen, n. 1850 - Cartagine, † 1932)
- Alfred von Domaszewski, archeologo austriaco (Temesvàr, n. 1856 - Heidelberg, † 1927)
- Alfred Körte, archeologo e filologo classico tedesco (Berlino, n. 1866 - Lipsia, † 1946)

## Architetti(8)
- Alfred Agache, architetto, urbanista e sociologo francese (Tours, n. 1875 - Parigi, † 1959)
- Alfred Armand, architetto e numismatico francese (Parigi, n. 1805 - Parigi, † 1888)
- Alfred Arndt, architetto tedesco (Elbląg, n. 1896 - Darmstadt, † 1976)
- Paul Gottereau, architetto francese (Perpignano, n. 1843 - Marly-le-Roi, † 1924)
- Alfred Grenander, architetto svedese (Skövde, n. 1863 - Berlino, † 1931)
- Alfred Messel, architetto tedesco (Darmstadt, n. 1853 - Berlino, † 1909)
- Alfred Waterhouse, architetto inglese (Liverpool, n. 1830 - Yattendon, † 1905)
- Alfred Wiesner, architetto, imprenditore e partigiano austriaco (Zagabria, n. 1908 - Roma, † 1981)

## Arcivescovi cattolici(2)
- Alfred Adewale Martins, arcivescovo cattolico nigeriano (Abeokuta, n. 1959)
- Alfred Xuereb, arcivescovo cattolico maltese (Rabat, n. 1958)

## Artisti(2)
- Alfred Harth, artista tedesco
- Alfred Wallis, artista britannico (Plymouth, n. 1855 - Penzance, † 1942)

## Astisti(1)
- Alfred Carlton Gilbert, astista statunitense (Salem, n. 1884 - Boston, † 1961)

## Astronauti(1)
- Alfred Worden, astronauta statunitense (Jackson, n. 1932 - Sugar Land, † 2020)

## Astronomi(5)
- Alfred Bohrmann, astronomo tedesco (n. 1904 - † 2000)
- Alfred Fowler, astronomo britannico (Wilsden, n. 1868 - Ealing, † 1940)
- Alfred Harrison Joy, astronomo statunitense (Greenville, n. 1882 - Pasadena, † 1973)
- Bernard Lovell, astronomo e fisico inglese (Oldland, n. 1913 - Swettenham, † 2012)
- Alfred Schmitt, astronomo francese (Bust, n. 1907 - Strasburgo, † 1975)

## Attivisti(2)
- Alfred Daniel Williams King, attivista statunitense (Atlanta, n. 1930 - Atlanta, † 1969)
- Ernest Puget, attivista francese (Laigneville, n. 1836)

## Attori(24)
- Alfred C. Abadie, attore, sceneggiatore e produttore cinematografico statunitense (New York, n. 1878 - San Francisco, † 1950)
- Alfred Abel, attore e regista tedesco (Lipsia, n. 1879 - Berlino, † 1937)
- Alfred Braun, attore e regista tedesco (Berlino, n. 1888 - Berlino, † 1978)
- Alfred Burke, attore britannico (Peckham, n. 1918 - Barnes, † 2011)
- Eric Campbell, attore britannico (Dunoon, n. 1879 - Los Angeles, † 1917)
- Jaye Davidson, attore statunitense (Riverside, n. 1968)
- Alfred Dennis, attore statunitense (n. 1922 - † 2016)
- Alfred Drake, attore e cantante statunitense (New York, n. 1914 - New York, † 1992)
- Alfred Enoch, attore britannico (Westminster, n. 1988)
- Alfred Hickman, attore inglese (Londra, n. 1873 - Hollywood, † 1931)
- Freddie Highmore, attore britannico (Londra, n. 1992)
- Alf Humphreys, attore canadese (Toronto, n. 1953 - Stratford, † 2018)
- Emory Johnson, attore e regista statunitense (San Francisco, n. 1894 - San Mateo, † 1960)
- Lash LaRue, attore statunitense (Gretna, n. 1917 - Burbank, † 1996)
- Alfred Lunt, attore e regista statunitense (Milwaukee, n. 1892 - Chicago, † 1977)
- Alfred Lutter, attore statunitense (Ridgewood, n. 1962)
- Alfred Lynch, attore britannico (Whitechapel, n. 1931 - Brighton, † 2003)
- Alfred Maurstad, attore, musicista e regista norvegese (Maurstad i Vågsøy, n. 1896 - Oslo, † 1957)
- Ray Milland, attore e regista gallese (Neath, n. 1907 - Torrance, † 1986)
- Alfred Molina, attore e doppiatore britannico (Londra, n. 1953)
- Al Mulock, attore canadese (Toronto, n. 1926 - Guadix, † 1968)
- Alfred Paget, attore britannico (Londra, n. 1879 - Winnipeg, † 1919)
- Alfred Ryder, attore statunitense (New York, n. 1916 - Englewood, † 1995)
- Leon Vitali, attore britannico (Leamington Spa, n. 1948 - Los Angeles, † 2022)

## Aviatori(2)
- Alfred Fronval, aviatore francese (Neuville-Saint-Rémy, n. 1893 - Villacoublay, † 1928)
- Alfred Haines, aviatore inglese (Evesham, n. 1898 - vicino ad Asiago, † 1918)

## Avvocati(3)
- Alfred Michaux, avvocato e esperantista francese (Clenleu, n. 1859 - Boulogne-sur-Mer, † 1937)
- Adolf von Steiger, avvocato, giudice e politico svizzero (Berna, n. 1859 - Berna, † 1925)
- Alfred Sterry, avvocato e dirigente sportivo britannico (Worthing, n. 1876 - † 1955)

## Banchieri(3)
- Alfred Herrhausen, banchiere tedesco (Essen, n. 1930 - Bad Homburg vor der Höhe, † 1989)
- Alfred Lee Loomis, banchiere e scienziato statunitense (Manhattan, n. 1887 - East Hampton, † 1975)
- Alfred de Rothschild, banchiere, collezionista d'arte e filantropo britannico (n. 1842 - † 1918)

## Batteriologi(1)
- Alfred Theodore MacConkey, batteriologo britannico (West Derby, n. 1861 - Blindley Heath, † 1931)

## Biatleti(1)
- Alfred Eder, biatleta e fondista austriaco (Piesendorf, n. 1953)

## Bibliografi(2)
- Alfred William Pollard, bibliografo britannico (Londra, n. 1859 - † 1944)
- Alfred Wotquenne, bibliografo e musicologo belga (Lobbes, n. 1867 - Antibes, † 1939)

## Biblisti(2)
- Alfred Loisy, biblista e storico francese (Ambrières, n. 1857 - Ceffonds, † 1940)
- Alfred Rahlfs, biblista e filologo tedesco (Hannover, n. 1865 - Gottinga, † 1935)

## Biografi(1)
- Alfred Ainger, biografo britannico (n. 1837 - † 1904)

## Biologi(4)
- Alfred Edmund Brehm, biologo e scrittore tedesco (Renthendorf, n. 1829 - Renthendorf, † 1884)
- Alfred Kinsey, biologo e sessuologo statunitense (Hoboken, n. 1894 - Bloomington, † 1956)
- Alfred Mirsky, biologo statunitense (Flushing, n. 1900 - New York, † 1974)
- Rupert Sheldrake, biologo, biochimico e saggista britannico (Newark-on-Trent, n. 1942)

## Bobbisti(4)
- Alfred Hammer, ex bobbista tedesco
- Freddy Mansveld, bobbista belga (n. 1911)
- Alfred Neveu, bobbista svizzero (Leysin, n. 1890 - † 1975)
- Alfred Schläppi, bobbista svizzero (n. 1898 - † 1981)

## Botanici(6)
- Alfred William Bennett, botanico britannico (Clapham, n. 1833 - Londra, † 1902)
- Alfred Byrd Graf, botanico e scrittore tedesco (Norimberga, n. 1901 - Düsseldorf, † 2001)
- Alfred Douglas Hardy, botanico australiano (n. 1870 - † 1958)
- Alfred Huet du Pavillon, botanico francese (Blain, n. 1829 - Frohsdorf, † 1907)
- Alfred Rehder, botanico francese (Waldenburg, n. 1863 - Jamaica Plain, † 1949)
- Alfred Barton Rendle, botanico inglese (Lewisham, n. 1865 - Leatherhead, † 1938)

## Canottieri(6)
- Alfred Bachmann, ex canottiere svizzero (n. 1945)
- Alfred Felber, canottiere svizzero (n. 1886 - Ginevra, † 1967)
- Al Lindley, canottiere statunitense (Minneapolis, n. 1904 - Paxton, † 1951)
- Alfred Probst, canottiere svizzero (n. 1894 - Basilea, † 1958)
- Alfred Sageder, canottiere austriaco (Gramastetten, n. 1933 - † 2017)
- Alfred Van Landeghem, canottiere belga

## Cantanti(3)
- Alfred García, cantante spagnolo (El Prat de Llobregat, n. 1997)
- Alfred Tobler, cantante, scrittore e religioso svizzero (Teufen, n. 1845 - Heiden, † 1923)
- Brenton Wood, cantante statunitense (Shreveport, n. 1941 - Moreno Valley, † 2025)

## Cantautori(3)
- Alfred Bryan, cantautore e pacifista statunitense (Brantford, n. 1871 - Gladstone, † 1958)
- Al Kasha, cantautore e compositore statunitense (New York, n. 1937 - Los Angeles, † 2020)
- "Weird Al" Yankovic, cantautore, fisarmonicista e attore statunitense (Downey, n. 1959)

## Cardinali(2)
- Alfred Baudrillart, cardinale e arcivescovo cattolico francese (Parigi, n. 1859 - Parigi, † 1942)
- Alfred Bengsch, cardinale e arcivescovo cattolico tedesco (Berlino, n. 1921 - Berlino Est, † 1979)

## Cestisti(13)
- Alfred Aboya, ex cestista e allenatore di pallacanestro camerunese (Yaoundé, n. 1985)
- Butch Beard, ex cestista e allenatore di pallacanestro statunitense (Hardinsburg, n. 1947)
- Al Bianchi, cestista, allenatore di pallacanestro e dirigente sportivo statunitense (Long Island, n. 1932 - Phoenix, † 2019)
- Al Bonniwell, cestista statunitense (Wayne, n. 1911 - Arlington County, † 2002)
- Al Cervi, cestista e allenatore di pallacanestro statunitense (Buffalo, n. 1917 - Rochester, † 2009)
- Freddy Cohen, ex cestista israeliano (Alessandria d'Egitto, n. 1930)
- Al Horford, cestista dominicano (San Felipe de Puerto Plata, n. 1986)
- Butch Lee, ex cestista e allenatore di pallacanestro portoricano (Santurce, n. 1956)
- Al Masino, cestista statunitense (Richmond, n. 1928 - Wesbter, † 2006)
- Allie McGuire, ex cestista statunitense (New York, n. 1951)
- Al McGuire, cestista e allenatore di pallacanestro statunitense (Queens, n. 1928 - Milwaukee, † 2001)
- Al Williams, cestista statunitense (Peoria, n. 1948 - † 2007)
- Alfred Zimmermann, cestista estone (Pühajärve, n. 1912 - Tallinn, † 1961)

## Chimici(9)
- Alfred Burger, chimico austriaco (Vienna, n. 1905 - Vienna, † 2000)
- Alfred Einhorn, chimico tedesco (Amburgo, n. 1856 - Monaco di Baviera, † 1917)
- Alfred Lucas, chimico britannico (Manchester, n. 1867 - † 1945)
- Alfred Joseph Naquet, chimico e politico francese (Carpentras, n. 1834 - Parigi, † 1916)
- Alfred Nobel, chimico, imprenditore e filantropo svedese (Stoccolma, n. 1833 - Sanremo, † 1896)
- Alfred Walter Stewart, chimico e scrittore britannico (n. 1880 - † 1947)
- Alfred Stock, chimico tedesco (Danzica, n. 1876 - Aken, † 1946)
- Alfred Tutton, chimico britannico (Cheadle Mosely, n. 1864 - Dallington, † 1938)
- Alfred Werner, chimico svizzero (Mulhouse, n. 1866 - Zurigo, † 1919)

## Chirurghi(4)
- Alfred Downing Fripp, chirurgo inglese (Blandford Forum, n. 1865 - † 1930)
- Alfred Blalock, chirurgo statunitense (Culloden, n. 1899 - † 1964)
- Alfred Cuschieri, chirurgo maltese (Sliema, n. 1938)
- Alfred Pearce Gould, chirurgo inglese (n. 1852 - Ashburton, † 1922)

## Ciclisti su strada(8)
- Alfred Achermann, ex ciclista su strada svizzero (Römerswil, n. 1959)
- Alfred Büchi, ciclista su strada svizzero (Winterthur, n. 1909)
- Fred De Bruyne, ciclista su strada belga (Berlare, n. 1930 - Seillans, † 1994)
- Alfred Hamerlinck, ciclista su strada, pistard e ciclocrossista belga (Assenede, n. 1905 - Gand, † 1993)
- Alfred Rüegg, ciclista su strada e pistard svizzero (Zurigo, n. 1934 - Affoltern am Albis, † 2010)
- Alfred Steux, ciclista su strada belga (Dottignies, n. 1892 - Parigi, † 1934)
- Alfred Tonello, ciclista su strada francese (Parigi, n. 1929 - Bondy, † 1996)
- Fred Wright, ciclista su strada e pistard britannico (Londra, n. 1999)

## Collezionisti d'arte(1)
- Alfred Morrison, collezionista d'arte britannico (Londra, n. 1821 - Fonthill Gifford, † 1897)

## Comici(1)
- Benny Hill, comico, attore e cantante britannico (Southampton, n. 1924 - Londra, † 1992)

## Compositori(9)
- Alfred Scott-Gatty, compositore e genealogista britannico (Ecclesfield, n. 1847 - † 1918)
- Alfred Bachelet, compositore, direttore d'orchestra e docente francese (Parigi, n. 1864 - Nancy, † 1944)
- Alfred Brüggemann, compositore, giornalista e traduttore tedesco (Aquisgrana, n. 1873 - Bad Nauheim, † 1944)
- Alfred Caldicott, compositore britannico (Worcester, n. 1842 - † 1897)
- Alfred Desenclos, compositore francese (Le Portel, n. 1912 - Parigi, † 1971)
- Alfred Koerppen, compositore tedesco (Wiesbaden, n. 1926 - Burgdorf, † 2022)
- Alfred Newman, compositore e direttore d'orchestra statunitense (New Haven, n. 1900 - Los Angeles, † 1970)
- Alfred Reed, compositore statunitense (New York, n. 1921 - † 2005)
- Alfred Maria Willner, compositore, librettista e musicologo austriaco (Vienna, n. 1859 - Vienna, † 1929)

## Controtenori(1)
- Alfred Deller, controtenore e direttore di coro britannico (Margate, n. 1912 - Bologna, † 1979)

## Crickettisti(3)
- Alfred Bowerman, crickettista britannico (Broomfield, n. 1873 - Brisbane, † 1947)
- Alfred Powlesland, crickettista britannico (Newton Abbot, n. 1875 - Chudleigh, † 1941)
- Alfred Schneidau, crickettista e calciatore inglese (Camden Town, n. 1867 - Londra, † 1940)

## Critici letterari(2)
- Alfred Bassermann, critico letterario e traduttore tedesco (Mannheim, n. 1856 - Königsfeld im Schwarzwald, † 1935)
- Alfred Kazin, critico letterario e saggista statunitense (Brooklyn, n. 1915 - † 1998)

## Dermatologi(1)
- Alfred Hardy, dermatologo francese (Parigi, n. 1811 - Parigi, † 1893)

## Diplomatici(3)
- Alfred von Oberndorff, diplomatico tedesco (Edingen, n. 1870 - Heidelberg, † 1963)
- Alfred Maudslay, diplomatico britannico (Lower Norwood Lodge, n. 1850 - † 1931)
- Alfred von Reumont, diplomatico tedesco (Aquisgrana, n. 1808 - Aquisgrana, † 1887)

## Direttori d'orchestra(2)
- Alfred Alessandrescu, direttore d'orchestra, pianista e compositore romeno (Bucarest, n. 1893 - Bucarest, † 1959)
- Alfred Hertz, direttore d'orchestra tedesco (Francoforte sul Meno, n. 1872 - San Francisco, † 1942)

## Dirigenti d'azienda(1)
- Freddy Heineken, dirigente d'azienda e imprenditore olandese (Amsterdam, n. 1923 - Noordwijk, † 2002)

## Dirigenti sportivi(3)
- Alfred Dick, dirigente sportivo e imprenditore svizzero (Yverdon-les-Bains, n. 1865 - Torino, † 1909)
- Alfred Hörtnagl, dirigente sportivo e ex calciatore austriaco (Matrei am Brenner, n. 1966)
- Alfred Neubauer, dirigente sportivo austriaco (Nový Jičín, n. 1891 - Stoccarda, † 1980)

## Discoboli(1)
- Al Oerter, discobolo statunitense (New York, n. 1936 - Fort Myers, † 2007)

## Disegnatori(1)
- Alfred Grévin, disegnatore e scultore francese (Épineuil, n. 1827 - Saint-Mandé, † 1892)

## Drammaturghi(3)
- Alfred Gehri, commediografo, sceneggiatore e regista svizzero (Morges, n. 1895 - Morges, † 1972)
- Alfred Jarry, drammaturgo, scrittore e poeta francese (Laval, n. 1873 - Parigi, † 1907)
- Alfred Uhry, drammaturgo, sceneggiatore e librettista statunitense (Atlanta, n. 1936)

## Economisti(5)
- Alfred Emmott, I barone Emmott, economista e politico inglese (n. 1858 - Londra, † 1926)
- Alfred Marshall, economista inglese (Londra, n. 1842 - Cambridge, † 1924)
- Alfred Mitchell-Innes, economista, diplomatico e scrittore britannico (n. 1864 - † 1950)
- Alfred Sauvy, economista e sociologo francese (Villeneuve-de-la-Raho, n. 1898 - Parigi, † 1990)
- Alfred Sohn-Rethel, economista e sociologo tedesco (Neuilly-sur-Seine, n. 1899 - Brema, † 1990)

## Esploratori(3)
- Alfred Cheetham, esploratore, marinaio e militare britannico (Liverpool, n. 1867 - Mar del Nord, † 1918)
- Alfred Saint Hill Gibbons, esploratore britannico (n. 1859 - Francia, † 1916)
- Alfred Gabriel Nathorst, esploratore, biologo e geologo svedese (Väderbrunn, n. 1850 - Stoccolma, † 1921)

## Etnologi(1)
- Alfred Métraux, etnologo svizzero (Losanna, n. 1902 - Parigi, † 1963)

## Farmacologi(1)
- Alfred Gilman, farmacologo e biochimico statunitense (New Haven, n. 1941 - Dallas, † 2015)

## Filantropi(1)
- Alfred Goodey, filantropo inglese (Derby, n. 1878 - † 1945)

## Filologi(2)
- Alfred Ernout, filologo e latinista francese (Lilla, n. 1879 - Parigi, † 1973)
- Alfred Kappelmacher, filologo classico austriaco (Vienna, n. 1876 - Vienna, † 1932)

## Filosofi(9)
- Alfred Jules Ayer, filosofo britannico (Londra, n. 1910 - Londra, † 1989)
- Alfred Baeumler, filosofo tedesco (Neustadt an der Tafelfichte, n. 1887 - Eningen unter Achalm, † 1968)
- Alfred William Benn, filosofo e scrittore irlandese (Moylescar, n. 1843 - Firenze, † 1915)
- Alfred Fouillée, filosofo e sociologo francese (La Pouëze, n. 1838 - Lione, † 1912)
- Alfred Richard Orage, filosofo e editore britannico (Dacre, n. 1873 - Londra, † 1934)
- Alfred Schmidt, filosofo e sociologo tedesco (Berlino, n. 1931 - Francoforte sul Meno, † 2012)
- Alfred Schütz, filosofo e sociologo austriaco (Vienna, n. 1899 - New York, † 1959)
- Alfred Edward Taylor, filosofo scozzese (Oundle, n. 1869 - Edimburgo, † 1945)
- Alfred North Whitehead, filosofo e matematico britannico (Ramsgate, n. 1861 - Cambridge, † 1947)

## Fisici(7)
- Alfred Cornu, fisico francese (Orléans, n. 1841 - La Chansonnerie, † 1902)
- Alfred Kastler, fisico francese (Guebwiller, n. 1902 - Bandol, † 1984)
- Alfred Landé, fisico tedesco (Elberfeld, n. 1888 - Columbus, † 1976)
- Alfred Otto Carl Nier, fisico statunitense (Saint Paul, n. 1911 - Minneapolis, † 1994)
- Alfred Richard Osborne, fisico statunitense (Houston, n. 1942)
- Alfred Perot, fisico francese (Metz, n. 1863 - Parigi, † 1925)
- Alfred Schild, fisico statunitense (Istanbul, n. 1921 - Downers Grove, † 1977)

## Fisiologi(1)
- Alfred Wilhelm Volkmann, fisiologo e filosofo tedesco (Lipsia, n. 1801 - Halle, † 1877)

## Flautisti(1)
- Alfred Rutz, flautista svizzero (Zurigo, n. 1953)

## Fondisti(3)
- Alfred Kälin, ex fondista svizzero (n. 1949)
- Alfred Prucker, fondista, saltatore con gli sci e combinatista nordico italiano (Santa Cristina Valgardena, n. 1926 - Bolzano, † 2015)
- Alfred Runggaldier, fondista italiano (Bressanone, n. 1962)

## Fotografi(2)
- Alfred Eisenstaedt, fotografo e fotoreporter tedesco (Dirschau, n. 1898 - Oak Bluffs, † 1995)
- Alfred Stieglitz, fotografo e gallerista statunitense (Hoboken, n. 1864 - New York, † 1946)

## Fumettisti(2)
- Alfred Andriola, fumettista statunitense (New York, n. 1912 - New York, † 1983)
- Al Plastino, fumettista e illustratore statunitense (New York, n. 1921 - Patchogue, † 2013)

## Funzionari(2)
- Alfred Hart Everett, funzionario e naturalista britannico (Isola Norfolk, n. 1848 - Londra, † 1898)
- Alfred Picard, funzionario, politico e ingegnere francese (Strasburgo, n. 1844 - Parigi, † 1913)

## Generali(23)
- Alfred von Böckmann, generale tedesco (Potsdam, n. 1859 - Berlino, † 1921)
- Alfred Codrington, generale inglese (Londra, n. 1854 - Londra, † 1945)
- Alfred Dalton, generale francese (Parigi, n. 1815 - Brumath, † 1866)
- Alfred Gaselee, generale britannico (Little Yeldham, n. 1844 - Guildford, † 1918)
- Alfred Gause, generale tedesco (Königsberg, n. 1896 - Bonn, † 1967)
- Alfred Reade Godwin-Austen, generale britannico (Frensham, n. 1889 - Maidenhead, † 1963)
- Alfred Gruenther, generale statunitense (Platte Center, n. 1889 - Washington, † 1983)
- Alfred von Henikstein, generale austriaco (Vienna, n. 1810 - Vienna, † 1882)
- Alfred Jansa, generale austriaco (Stanislau, n. 1884 - Vienna, † 1963)
- Alfred Jodl, generale e criminale di guerra tedesco (Würzburg, n. 1890 - Norimberga, † 1946)
- Alfred Keller, generale tedesco (Bochum, n. 1882 - Berlino, † 1974)
- Alfred Krauß, generale e politico austriaco (Zara, n. 1862 - Bad Goisern am Hallstättersee, † 1938)
- Alfred Montagne, generale francese (Pézenas, n. 1881 - † 1963)
- Alfred von Neipperg, generale e politico austriaco (Schwaigern, n. 1807 - Winnenthal, † 1865)
- Alfred Pleasonton, generale statunitense (Washington, n. 1824 - Washington, † 1897)
- Alfred von Schlieffen, generale tedesco (Berlino, n. 1833 - Berlino, † 1913)
- Alfred van der Smissen, generale belga (Bruxelles, n. 1823 - Bruxelles, † 1895)
- Alfred Sturm, generale tedesco (Saarbrücken, n. 1888 - Detmold, † 1962)
- Alfred Terry, generale statunitense (Hartford, n. 1827 - New Haven, † 1890)
- Alfred Thielmann, generale tedesco (Kreuzburg, n. 1892 - Neckargemünd, † 1988)
- Alfred von Waldersee, generale tedesco (Potsdam, n. 1832 - Hannover, † 1904)
- Alfred Wünnenberg, generale e poliziotto tedesco (Sarrebourg, n. 1891 - Krefeld, † 1963)
- Alfred Wäger, generale tedesco (Bamberga, n. 1883 - Baden-Baden, † 1956)

## Genetisti(2)
- Alfred Hershey, genetista statunitense (Owosso, n. 1908 - Syosset, † 1997)
- Alfred Sturtevant, genetista e biologo statunitense (n. 1891 - † 1970)

## Geografi(2)
- Alfred Hettner, geografo tedesco (Dresda, n. 1859 - Heidelberg, † 1941)
- Alfred Kirchhoff, geografo e naturalista tedesco (Erfurt, n. 1838 - Lipsia, † 1907)

## Geologi(2)
- Alfred Lacroix, geologo, mineralogista e vulcanologo francese (Mâcon, n. 1863 - Parigi, † 1948)
- Alfred Wegener, geologo, meteorologo e esploratore tedesco (Berlino, n. 1880 - Groenlandia, † 1930)

## Gesuiti(1)
- Alfred Delp, gesuita tedesco (Mannheim, n. 1907 - Berlino, † 1945)

## Ginecologi(1)
- Alfred Dührssen, ginecologo tedesco (Heide, n. 1862 - Berlino, † 1933)

## Ginnasti(3)
- Alfred Engelsen, ginnasta e tuffatore norvegese (Bergen, n. 1893 - Tvedestrand, † 1966)
- Alfred Flatow, ginnasta tedesco (Danzica, n. 1869 - campo di concentramento di Theresienstadt, † 1942)
- Al Jochim, ginnasta statunitense (Berlino, n. 1902 - Teaneck, † 1980)

## Giocatori di baseball(1)
- Billy Martin, giocatore di baseball statunitense (Berkeley, n. 1928 - New York, † 1989)

## Giocatori di football americano(8)
- Alfred Blue, giocatore di football americano statunitense (Marrero, n. 1991)
- A.J. Cole, giocatore di football americano statunitense (Atlanta, n. 1995)
- Alfred Collins, giocatore di football americano statunitense (n. 2001)
- Al Harris, ex giocatore di football americano e allenatore di football americano statunitense (Bangor, n. 1956)
- A.J. Jenkins, ex giocatore di football americano statunitense (Jacksonville, n. 1989)
- Terry Kinard, ex giocatore di football americano statunitense (Bitburg, n. 1959)
- Alfred Morris, giocatore di football americano statunitense (Pensacola, n. 1988)
- Alfred Williams, ex giocatore di football americano statunitense (Houston, n. 1968)

## Giocatori di snooker(1)
- Alfie Burden, giocatore di snooker inglese (Paddington, n. 1976)

## Giornalisti(6)
- Alfred Capus, giornalista e scrittore francese (Aix-en-Provence, n. 1858 - Neuilly, † 1922)
- Alfred Fabre-Luce, giornalista e scrittore francese (Parigi, n. 1899 - Parigi, † 1983)
- Alfred Hermann Fried, giornalista e esperantista austriaco (Vienna, n. 1864 - Vienna, † 1921)
- Alfred Harmsworth, giornalista e editore inglese (Dublino, n. 1865 - Londra, † 1922)
- Alfred Lansing, giornalista e saggista statunitense (Chicago, n. 1921 - Bethel, † 1975)
- Alfred Mortier, giornalista, drammaturgo e traduttore francese (Granducato di Baden, n. 1865 - Parigi, † 1937)

## Giuristi(1)
- Alfred Bauer, giurista e storico del cinema tedesco (Würzburg, n. 1911 - Berlino, † 1986)

## Golfisti(1)
- Alfred Annan, golfista statunitense (Webster Groves, n. 1874 - St. Louis, † 1931)

## Hockeisti su ghiaccio(1)
- Alfred Heinrich, hockeista su ghiaccio tedesco (Berlino, n. 1906 - Berlino Ovest, † 1975)

## Hockeisti su prato(1)
- Alfred Gerdes, hockeista su prato tedesco (Monaco di Baviera, n. 1916 - Costanza, † 2006)

## Illustratori(2)
- Alfred Kubin, illustratore, litografo e pittore austriaco (Leitmeritz, n. 1877 - Zwickledt, † 1959)
- Alfred Leete, illustratore e grafico britannico (Thorpe Achurch, n. 1882 - Pembroke Square, † 1933)

## Imprenditori(3)
- Alfred Edwards, imprenditore, dirigente sportivo e diplomatico britannico (Llanfair Waterdine, n. 1850 - Bridgnorth, † 1923)
- Alfred Peet, imprenditore olandese (Alkmaar, n. 1920 - Ashland, † 2007)
- Alfred Sloan, imprenditore statunitense (n. 1875 - † 1966)

## Indologi(1)
- Alfred Hillebrandt, indologo e filologo tedesco (Nadolice Wielkie, n. 1853 - Breslavia, † 1927)

## Informatici(1)
- Alfred Aho, informatico canadese (Timmins, n. 1941)

## Ingegneri(6)
- Alfred Comte, ingegnere aeronautico svizzero (Delémont, n. 1895 - Zurigo, † 1965)
- Alfred Durand-Claye, ingegnere francese (Parigi, n. 1841 - Parigi, † 1888)
- Alfred de Glehn, ingegnere francese (Sydenham, n. 1848 - Mulhouse, † 1936)
- Alfred Korzybski, ingegnere, filosofo e matematico polacco (Varsavia, n. 1879 - Lakeville, † 1950)
- Alfred de Pischof, ingegnere e aviatore austriaco (Vienna, n. 1882 - Châtenay-Malabry, † 1922)
- Alfred Zampa, ingegnere statunitense (Selby, n. 1905 - Tormey, † 2000)

## Insegnanti(1)
- Alfred Smedberg, insegnante e scrittore svedese (Väddåkra, n. 1850 - Humla, † 1925)

## Inventori(4)
- Alfred Andreasen, inventore danese (Kalundborg, n. 1896 - † 1978)
- Alfred Ely Beach, inventore e editore statunitense (Springfield, n. 1826 - New York, † 1896)
- Alfred M. Moen, inventore e imprenditore statunitense (Seattle, n. 1916 - Destin, † 2001)
- Alfred Vail, inventore statunitense (Morristown, n. 1807 - Morristown, † 1859)

## Judoka(1)
- Doug Rogers, judoka canadese (Truro, n. 1941 - Vancouver, † 2020)

## Latinisti(1)
- Alfred Maximilien Bonnet, latinista e filologo tedesco (Francoforte sul Meno, n. 1841 - † 1917)

## Letterati(1)
- Alfred Vallette, letterato francese (Parigi, n. 1858 - † 1935)

## Linguisti(1)
- Alfred Jeanroy, linguista e filologo francese (Mangiennes, n. 1859 - Parigi, † 1954)

## Lottatori(1)
- Alfred Asikainen, lottatore finlandese (Vyborg, n. 1888 - Mäntsälä, † 1942)

## Lunghisti(1)
- Al Bates, lunghista statunitense (Filadelfia, n. 1905 - Filadelfia, † 1999)

## Mafiosi(2)
- Al Mineo, mafioso italiano (Palermo, n. 1880 - New York, † 1930)
- Al Polizzi, mafioso italiano (Siculiana, n. 1901 - Coral Gables, † 1975)

## Magistrati(1)
- Alfred Wills, magistrato, scrittore e alpinista inglese (Birmingham, n. 1828 - Londra, † 1912)

## Matematici(9)
- Alfred Clebsch, matematico tedesco (Königsberg, n. 1833 - Gottinga, † 1872)
- Alfred Enneper, matematico tedesco (Barmen, n. 1830 - Hannover, † 1885)
- Alfred Horn, matematico statunitense (New York, n. 1918 - Pacific Palisades, † 2001)
- Alfred Bray Kempe, matematico britannico (Kensington, n. 1849 - Londra, † 1922)
- Alfred Loewy, matematico tedesco (Rawicz, n. 1873 - Friburgo in Brisgovia, † 1935)
- Alfred J. Lotka, matematico e statistico statunitense (Leopoli, n. 1880 - New York, † 1949)
- Alfred Pringsheim, matematico tedesco (Oława, n. 1850 - Zurigo, † 1941)
- Alfred Tarski, matematico, logico e filosofo polacco (Varsavia, n. 1902 - Berkeley, † 1983)
- Alfred Young, matematico britannico (Widnes, n. 1873 - Birdbrook, † 1940)

## Mecenati(1)
- Alfred Wilhelm Strohl, mecenate e pittore francese (Sainte-Marie-aux-Mines, n. 1847 - Roma, † 1927)

## Medici(7)
- Alfred Baring Garrod, medico inglese (Ipswich, n. 1819 - † 1907)
- Alfred Kast, medico tedesco (Ilmenau, n. 1856 - Nizza, † 1903)
- Alfred Keogh, medico irlandese (Dublino, n. 1857 - Londra, † 1936)
- Alfred George Knudson, medico e genetista statunitense (Los Angeles, n. 1922 - Filadelfia, † 2016)
- Alfred Ploetz, medico e biologo tedesco (Świnoujście, n. 1860 - † 1940)
- Alfred Poland, medico e chirurgo britannico (Londra, n. 1822 - Londra, † 1872)
- Alfred Tomatis, medico francese (Nizza, n. 1920 - Carcassonne, † 2001)

## Meteorologi(1)
- Alfred Angot, meteorologo francese (Parigi, n. 1848 - † 1924)

## Mezzofondisti(3)
- Alfred Kirwa Yego, mezzofondista keniota (Eldoret, n. 1986)
- Alfred Nichols, mezzofondista britannico (Londra, n. 1890 - Hammersmith, † 1952)
- Alfred Tysoe, mezzofondista britannico (Padiham, n. 1874 - Blackpool, † 1901)

## Militari(12)
- Alfred Blake, ufficiale e politico britannico (Gosport, n. 1915 - Port Royal, † 2013)
- Alfred Burne, ufficiale e storico britannico (n. 1886 - † 1959)
- Alfred Dreyfus, militare francese (Mulhouse, n. 1859 - Parigi, † 1935)
- Alfred Henry Hook, militare britannico (Churcham, n. 1850 - Gloucester, † 1905)
- Alfred Ittner, militare tedesco (Kulmbach, n. 1907 - Kulmbach, † 1976)
- Alfred Knox, militare e politico inglese (Ulster, n. 1870 - † 1964)
- Maxime Laubeuf, militare e ingegnere francese (Poissy, n. 1864 - Cannes, † 1939)
- Alfred Naujocks, militare tedesco (Kiel, n. 1911 - Amburgo, † 1966)
- Alfred Rawlinson, militare e giocatore di polo britannico (Londra, n. 1867 - Londra, † 1934)
- Alfred Redl, militare austro-ungarico (Leopoli, n. 1864 - Vienna, † 1913)
- Alfred Ritscher, militare e esploratore tedesco (Bad Lauterberg, n. 1879 - Amburgo, † 1963)
- Alfred Stork, militare tedesco (Kippenheim, n. 1923 - Kippenheim, † 2018)

## Mineralogisti(2)
- Alfred Des Cloizeaux, mineralogista francese (Beauvais, n. 1817 - Parigi, † 1897)
- Alfred Schoep, mineralogista belga (Gand, n. 1881 - † 1966)

## Missionari(1)
- Alfred Lanctôt, missionario e vescovo cattolico canadese (Sherbrooke, n. 1912 - Rulenge, † 1969)

## Montatori(1)
- Alfred DeGaetano, montatore statunitense (New York, n. 1894 - Los Angeles, † 1958)

## Musicisti(1)
- Alfred Edward Moffat, musicista, compositore e editore scozzese (Edimburgo, n. 1863 - Londra, † 1950)

## Musicologi(2)
- Alfred Einstein, musicologo e critico musicale tedesco (Monaco di Baviera, n. 1880 - El Cerrito, † 1952)
- Alfred Mann, musicologo tedesco (Amburgo, n. 1917 - Fort Wayne, † 2006)

## Naturalisti(4)
- Alfred Duvaucel, naturalista francese (Bièvres, n. 1793 - Madras, † 1824)
- Alfred Grandidier, naturalista e esploratore francese (n. 1836 - † 1921)
- Alfred Moquin-Tandon, naturalista, botanico e medico francese (Montpellier, n. 1804 - Parigi, † 1863)
- Alfred Russel Wallace, naturalista, geografo e biologo britannico (Llanbadoc, n. 1823 - Broadstone, † 1913)

## Navigatori(1)
- Basil Lubbock, navigatore e scrittore britannico (n. 1876 - Seaford, † 1944)

## Neurologi(3)
- Alfred Fröhlich, neurologo e farmacologo austriaco (Vienna, n. 1871 - Cincinnati, † 1953)
- Alfred Goldscheider, neurologo tedesco (Sommerfeld, n. 1858 - Berlino, † 1935)
- Ernest Jones, neurologo e psicoanalista britannico (Glamorgan, n. 1879 - Londra, † 1958)

## Nobili(6)
- Alfred Aetheling, nobile inglese (n. 1005 - Ely, † 1036)
- Alfred Wojciech Potocki, nobile e politico polacco (Parigi, n. 1786 - Łańcut, † 1862)
- Alfred Józef Potocki, nobile e politico polacco (Łańcut, n. 1817 - Parigi, † 1889)
- Alfred Douglas-Hamilton, XIII duca di Hamilton, nobile scozzese (Shanklin, n. 1862 - Dorset, † 1940)
- Alfred zu Stolberg-Stolberg, nobile e politico tedesco (Brauna, n. 1835 - Oceano Atlantico, † 1880)
- Alfred von Windisch-Graetz, nobile, militare e politico austriaco (Bruxelles, n. 1787 - Vienna, † 1862)

## Numismatici(1)
- Alfred von Sallet, numismatico tedesco (Reichau bei Nimptsch, n. 1842 - Berlino, † 1897)

## Nuotatori(1)
- Alfred Nakache, nuotatore e pallanuotista francese (Costantina, n. 1915 - Cerbère, † 1983)

## Oceanografi(1)
- Alfred Merz, oceanografo e esploratore austriaco (Perchtoldsdorf, n. 1880 - Buenos Aires, † 1925)

## Orientalisti(1)
- Alfred Felix Landon Beeston, orientalista e arabista britannico (Barnes, n. 1911 - Oxford, † 1995)

## Ornitologi(2)
- Alfred Marshall Bailey, ornitologo statunitense (Iowa City, n. 1894 - Denver, † 1978)
- Alfred John North, ornitologo australiano (Melbourne, n. 1855 - † 1917)

## Ostacolisti(1)
- Alfred Healey, ostacolista e velocista britannico (Horncastle, n. 1879 - Trinity, † 1960)

## Paleontologi(1)
- Alfred Sherwood Romer, paleontologo statunitense (White Plains, n. 1894 - † 1973)

## Pallamanisti(2)
- Alfred Klingler, pallamanista tedesco (Lipsia, n. 1912)
- Alfred Schmalzer, pallamanista austriaco (Vienna, n. 1912 - † 1944)

## Pallanuotisti(6)
- Fred van Dorp, pallanuotista olandese (Giacarta, n. 1938 - † 2023)
- Alfred Kienzle, pallanuotista tedesco (Stoccarda, n. 1913 - Reims, † 1940)
- Alfred Lanzon, pallanuotista maltese (n. 1916 - † 1979)
- Alfred Lergetporer, pallanuotista austriaco (Vienna, n. 1909 - Vienna, † 1970)
- Alfred North, pallanuotista britannico (Newham, n. 1908 - † 1988)
- Alfred Obschernikat, pallanuotista tedesco (Duisburg, n. 1926 - Duisburg, † 2005)

## Pattinatori artistici su ghiaccio(1)
- Alfred Berger, pattinatore artistico su ghiaccio austriaco (Vienna, n. 1894 - † 1966)

## Pediatri(1)
- Alfred Jefferis Turner, pediatra e entomologo australiano (Canton, n. 1861 - Brisbane, † 1947)

## Pianisti(6)
- Alfred Brendel, pianista e poeta austriaco (Wiesenberg, n. 1931 - Londra, † 2025)
- Alfred Cortot, pianista e direttore d'orchestra francese (Nyon, n. 1877 - Losanna, † 1962)
- Alfred Grünfeld, pianista e compositore austriaco (Praga, n. 1852 - Vienna, † 1921)
- Alfred Jaëll, pianista e compositore austriaco (Trieste, n. 1832 - Parigi, † 1882)
- Alf Klingenberg, pianista e compositore norvegese (Trondheim, n. 1867 - Østre Gausdal, † 1944)
- McCoy Tyner, pianista e compositore statunitense (Filadelfia, n. 1938 - Filadelfia, † 2020)

## Piloti automobilistici(2)
- Al Unser Jr., pilota automobilistico statunitense (Albuquerque, n. 1962)
- Al Unser, pilota automobilistico statunitense (Albuquerque, n. 1939 - Chama, † 2021)

## Pistard(1)
- Alfred Swift, pistard sudafricano (Durban, n. 1931 - Johannesburg, † 2009)

## Pittori(25)
- Alfred Aberdam, pittore ucraino (Leopoli, n. 1894 - Parigi, † 1963)
- Alfred Agache, pittore francese (Lilla, n. 1843 - Cour-Cheverny, † 1915)
- Alcopley, pittore e medico statunitense (Dresda, n. 1910 - New York, † 1992)
- Alfred Dehodencq, pittore francese (Parigi, n. 1822 - Parigi, † 1882)
- Alfred East, pittore, incisore e scrittore inglese (Kettering, n. 1844 - Londra, † 1913)
- Alfred Guillard, pittore e museologo francese (Caen, n. 1810 - Caen, † 1880)
- Alfred Guillou, pittore francese (Concarneau, n. 1844 - Concarneau, † 1926)
- Alfred William Hunt, pittore e poeta inglese (Liverpool, n. 1830 - Londra, † 1896)
- Alfred John Keene, pittore inglese (n. 1864 - † 1930)
- Alfred Kowalski, pittore polacco (Suwałki, n. 1849 - Monaco di Baviera, † 1915)
- Alfred Freddy Krupa, pittore croato (Karlovac, n. 1971)
- Alfred Lesbros, pittore francese (Montfavet, n. 1873 - † 1940)
- Alfred Leslie, pittore, scultore e regista statunitense (New York, n. 1927 - New York, † 2023)
- Alfred Lombard, pittore francese (Marsiglia, n. 1884 - Tolone, † 1973)
- Alfred Manessier, pittore, incisore e costumista francese (Saint-Ouen, n. 1911 - Orléans, † 1993)
- Alfred Pauletto, pittore, disegnatore e illustratore svizzero (Bischofszell, n. 1927 - Arlesheim, † 1985)
- Alfred Plauzeau, pittore francese (Avanton, n. 1875 - Hendaye, † 1918)
- Alfred Georges Regner, pittore e incisore francese (Amiens, n. 1902 - Bayeux, † 1987)
- Wols, pittore, fotografo e grafico tedesco (Berlino, n. 1913 - Parigi, † 1951)
- Alfred Schwarzschild, pittore e grafico tedesco (Francoforte sul Meno, n. 1874 - Londra, † 1948)
- Alfred Sisley, pittore inglese (Parigi, n. 1839 - Moret-sur-Loing, † 1899)
- Alfred Stevens, pittore belga (Bruxelles, n. 1823 - Parigi, † 1906)
- Alfred Verwée, pittore belga (Saint-Josse-ten-Noode, n. 1838 - Schaerbeek, † 1895)
- Alfred de Breanski, pittore britannico (Greenwich, n. 1852 - Londra, † 1926)
- Alfred de Dreux, pittore francese (Parigi, n. 1810 - Parigi, † 1860)

## Poeti(10)
- Alfred Austin, poeta e giornalista inglese (Headingley, n. 1835 - Ashford, † 1913)
- Alfred Domett, poeta e politico neozelandese (Camberwell, n. 1811 - Londra, † 1887)
- Alfred Douglas, poeta, scrittore e traduttore britannico (Worcestershire, n. 1870 - Lancing, † 1945)
- Alfred Edward Housman, poeta e filologo classico inglese (Bromsgrove, n. 1859 - Cambridge, † 1936)
- Alfred Mombert, poeta, scrittore e drammaturgo tedesco (Karlsruhe, n. 1872 - Winterthur, † 1942)
- Alfred de Musset, poeta, scrittore e drammaturgo francese (Parigi, n. 1810 - Parigi, † 1857)
- Alfred Noyes, poeta britannico (Wolverhampton, n. 1880 - Ventnor, † 1958)
- Alfred Tennyson, poeta inglese (Somersby, n. 1809 - Haslemere, † 1892)
- Charles Tomlinson, poeta e traduttore inglese (Stoke-on-Trent, n. 1927 - † 2015)
- Alfred de Vigny, poeta, scrittore e militare francese (Loches, n. 1797 - Parigi, † 1863)

## Politici(31)
- Alfred Borriglione, politico e avvocato francese (Nizza, n. 1841 - Sospello, † 1902)
- Alfred Cannan, politico mannese (n. 1968)
- Alfred H. Colquitt, politico e generale statunitense (Monroe, n. 1824 - Washington, † 1894)
- Duff Cooper, politico britannico (Londra, n. 1890 - oceano Atlantico, † 1954)
- Alfred Deakin, politico australiano (Melbourne, n. 1856 - Melbourne, † 1919)
- Alfred Greenwood, politico statunitense (Contea di Franklin, n. 1811 - Bentonville, † 1889)
- Alfred Gusenbauer, politico austriaco (Sankt Pölten, n. 1960)
- Alfred Haberl, politico austriaco (Rottenmann, n. 1921 - Liezen, † 2006)
- Alfred Heer, politico svizzero (Zurigo, n. 1961)
- Alfred Hilbe, politico liechtensteinese (Gmunden, n. 1928 - Feldkirch, † 2011)
- Alfred Hofstetter, politico e avvocato svizzero (Gais, n. 1869 - Gais, † 1955)
- Alfred Hugenberg, politico e imprenditore tedesco (Hannover, n. 1865 - Kükenbruch, † 1951)
- Alfred von Kiderlen-Waechter, politico e diplomatico tedesco (Stoccarda, n. 1852 - Stoccarda, † 1912)
- Alfred Koechlin-Schwartz, politico e imprenditore francese (Mulhouse, n. 1829 - Grasse, † 1895)
- Alf Landon, politico statunitense (West Middlesex, n. 1887 - Topeka, † 1987)
- Al Lawson, politico statunitense (Tallahassee, n. 1948)
- Alfred Lyttelton, politico, calciatore e crickettista inglese (Londra, n. 1857 - † 1913)
- Alfred Marie-Jeanne, politico francese (Rivière-Pilote, n. 1936)
- Al McCandless, politico statunitense (Brawley, n. 1927 - † 2017)
- Alfred Milner, I visconte Milner, politico britannico (Gießen, n. 1854 - Kent, † 1925)
- Alfred Moisiu, politico e generale albanese (Scutari, n. 1929)
- Alfred Naccache, politico libanese (n. 1887 - † 1978)
- Alfred Raoul, politico della Repubblica del Congo (Pointe-Noire, n. 1938 - Parigi, † 1999)
- Alfred Romuáldez, politico filippino (Manila, n. 1962)
- Alfred Rosenberg, politico, saggista e criminale di guerra tedesco (Reval, n. 1893 - Norimberga, † 1946)
- Alfred Sant, politico e scrittore maltese (Sliema, n. 1948)
- Alfred Simonis, politico rumeno (Timișoara, n. 1985)
- Al Smith, politico statunitense (New York, n. 1873 - New York, † 1944)
- Alfred Urbański, politico e economista polacco (Vilnius, n. 1899 - † 1983)
- Alfred de Vast-Vimeux, politico, militare e nobile francese (Lunéville, n. 1826 - Péré, † 1888)
- Alfred III di Windisch-Grätz, politico, archeologo e storico austriaco (Praga, n. 1851 - Tachov, † 1927)

## Poliziotti(1)
- Alfred von Kraus, poliziotto austriaco (Pardubice, n. 1824 - Vienna, † 1909)

## Presbiteri(1)
- Alfred Läpple, presbitero, teologo e insegnante tedesco (Tutzing, n. 1915 - Gilching, † 2013)

## Produttori discografici(1)
- Alfred Lion, produttore discografico tedesco (Schöneberg, n. 1908 - San Diego, † 1987)

## Produttori televisivi(1)
- Al Jean, produttore televisivo e sceneggiatore statunitense (Farmington Hills, n. 1961)

## Psichiatri(2)
- Alfred Adler, psichiatra, psicoanalista e psicologo austriaco (Rudolfsheim, n. 1870 - Aberdeen, † 1937)
- Alfred Hoche, psichiatra tedesco (Wildenhain, n. 1865 - Baden-Baden, † 1943)

## Psicologi(1)
- Alfred Binet, psicologo francese (Nizza, n. 1857 - Parigi, † 1911)

## Rapper(1)
- OG Eastbull, rapper italiano (Treviri, n. 1991)

## Registi(11)
- Alfred Clark, regista statunitense (New York, n. 1873 - Fulmer, † 1950)
- Alfred Cohn, regista e attore danese (Copenaghen, n. 1867 - † 1932)
- Alfred J. Goulding, regista e sceneggiatore australiano (Melbourne, n. 1896 - Hollywood, † 1972)
- Alfred E. Green, regista e attore statunitense (Perris, n. 1889 - Hollywood, † 1960)
- Alfred Hitchcock, regista e produttore cinematografico britannico (Londra, n. 1899 - Los Angeles, † 1980)
- Alfred Santell, regista, sceneggiatore e produttore cinematografico statunitense (San Francisco, n. 1895 - Salinas, † 1981)
- Alfred Sole, regista, scenografo e sceneggiatore statunitense (Paterson, n. 1943 - Salt Lake City, † 2022)
- Alfred Vohrer, regista, sceneggiatore e attore tedesco (Stoccarda, n. 1914 - Monaco di Baviera, † 1986)
- Alfred Weidenmann, regista, scenografo e produttore cinematografico svizzero (Stoccarda, n. 1918 - Zurigo, † 2000)
- Alfred L. Werker, regista statunitense (Deadwood, n. 1896 - Laguna Beach, † 1975)
- Fred Zinnemann, regista austriaco (Rzeszów, n. 1907 - Londra, † 1997)

## Religiosi(1)
- Al Sharpton, religioso, attivista e politico statunitense (Brooklyn, n. 1954)

## Saggisti(1)
- Alfred Percy Sinnett, saggista, giornalista e teosofo inglese (Londra, n. 1840 - † 1921)

## Saltatori con gli sci(1)
- Alfred Groyer, ex saltatore con gli sci austriaco (Villach, n. 1959)

## Sassofonisti(1)
- Pee Wee Ellis, sassofonista, compositore e arrangiatore statunitense (Bradenton, n. 1941 - † 2021)

## Scacchisti(2)
- Alfred Brinckmann, scacchista tedesco (Kiel, n. 1891 - Kiel, † 1967)
- Ehrhardt Post, scacchista tedesco (Cottbus, n. 1881 - Berlino, † 1947)

## Sceneggiatori(2)
- Alfred Gough, sceneggiatore e produttore cinematografico statunitense (Leonardtown, n. 1967)
- Alfred Hayes, sceneggiatore, scrittore e poeta britannico (Londra, n. 1911 - Sherman Oaks, † 1985)

## Scenografi(1)
- Alfred Junge, scenografo tedesco (Görlitz, n. 1886 - Londra, † 1964)

## Sciatori alpini(5)
- Fredy Brupbacher, sciatore alpino svizzero (Wädenswil, n. 1934 - † 2018)
- Peik Christensen, ex sciatore alpino norvegese (Oslo, n. 1952)
- Alfred Hagn, sciatore alpino tedesco (Fischbachau, n. 1948 - Kreuth, † 2020)
- Alfred Matt, ex sciatore alpino e allenatore di sci alpino austriaco (Zams, n. 1948)
- Alfred Steger, ex sciatore alpino e allenatore di sci alpino austriaco

## Scrittori(18)
- Alfred Andersch, scrittore e editore tedesco (Monaco di Baviera, n. 1914 - Berzona, † 1980)
- Alfred Assollant, romanziere francese (Aubusson, n. 1827 - Parigi, † 1886)
- Alfred Döblin, scrittore, drammaturgo e psichiatra tedesco (Stettino, n. 1878 - Emmendingen, † 1957)
- Alfred Driou, scrittore e religioso francese (n. 1810 - † 1880)
- Alfred Perceval Graves, scrittore irlandese (Dublino, n. 1846 - Dublino, † 1931)
- A. B. Guthrie Jr., scrittore, sceneggiatore e giornalista statunitense (Bedford, n. 1901 - Choteau, † 1991)
- Alfred Kerr, scrittore tedesco (Breslavia, n. 1867 - Amburgo, † 1948)
- Alfred Kurella, scrittore e politico tedesco (Brzeg, n. 1895 - † 1975)
- Alfred Lichtenstein, scrittore tedesco (Berlin-Wilmersdorf, n. 1889 - Vermandovillers, † 1914)
- A. E. W. Mason, scrittore e politico britannico (Dulwich, n. 1865 - Londra, † 1948)
- Alfred Meissner, scrittore e poeta austriaco (Teplice, n. 1822 - Bregenz, † 1885)
- Alfred François Nettement, scrittore francese (Parigi, n. 1805 - Parigi, † 1869)
- Alfred Neumann, scrittore, drammaturgo e poeta tedesco (Lautenburg, n. 1895 - Lugano, † 1952)
- Alfred Polgar, scrittore austriaco (Vienna, n. 1873 - Zurigo, † 1955)
- Damon Runyon, scrittore e giornalista statunitense (Manhattan, n. 1880 - New York, † 1946)
- Alfred Schirokauer, scrittore, sceneggiatore e regista tedesco (Breslavia, n. 1880 - Vienna, † 1934)
- Alfred de Tarde, scrittore, economista e giornalista francese (Sarlat-la-Canéda, n. 1880 - La Roque-Gageac, † 1925)
- Alfred Wainwright, scrittore inglese (Blackburn, n. 1907 - † 1991)

## Scrittori di fantascienza(2)
- Alfred Bester, autore di fantascienza statunitense (New York, n. 1913 - Doylestown, † 1987)
- A. E. van Vogt, scrittore di fantascienza canadese (Gretna, n. 1912 - Los Angeles, † 2000)

## Scultori(2)
- Émilien de Nieuwerkerke, scultore, collezionista d'arte e funzionario francese (Parigi, n. 1811 - Gattaiola, † 1892)
- Alfred Hrdlicka, scultore, disegnatore e pittore austriaco (Vienna, n. 1928 - Vienna, † 2009)

## Siepisti(1)
- Alfred Dompert, siepista tedesco (Stoccarda, n. 1914 - Stoccarda, † 1991)

## Sindacalisti(2)
- Alfred Robens, sindacalista, politico e dirigente d'azienda britannico (Manchester, n. 1910 - Chertsey, † 1999)
- Alfred Rosmer, sindacalista, politico e storico statunitense (Patterson, n. 1877 - Créteil, † 1964)

## Slittinisti(1)
- Alfred Silginer, ex slittinista italiano (Brunico, n. 1959)

## Sociologi(2)
- Rudi Dutschke, sociologo e attivista tedesco (Schönefeld, n. 1940 - Århus, † 1979)
- Alfred Espinas, sociologo, antropologo e filosofo francese (Saint-Florentin, n. 1844 - Saint-Florentin, † 1922)

## Sollevatori(2)
- Alfred Neuland, sollevatore estone (Valga, n. 1895 - Tallinn, † 1966)
- Alfred Schmidt, sollevatore estone (Hageri, n. 1898 - Tallinn, † 1972)

## Storici(10)
- Alfred von Arneth, storico, numismatico e politico austriaco (Vienna, n. 1819 - Vienna, † 1897)
- Alfred Cauchie, storico belga (Estinnes, n. 1860 - Roma, † 1922)
- Alfred D. Chandler Jr., storico statunitense (Guyencourt, n. 1918 - Massachusetts, † 2007)
- Alfred Cobban, storico inglese (Londra, n. 1901 - Londra, † 1968)
- Alfred Wilhelm Dove, storico tedesco (Berlino, n. 1844 - Friburgo in Brisgovia, † 1916)
- Alfred Duggan, storico, archeologo e scrittore inglese (Buenos Aires, n. 1903 - † 1964)
- Alfred Whitney Griswold, storico statunitense (Morristown, n. 1906 - New Haven, † 1963)
- Alfred Nicolas Rambaud, storico francese (Besançon, n. 1842 - Parigi, † 1905)
- Alfred Wiener, storico e giornalista tedesco (Potsdam, n. 1885 - Londra, † 1964)
- Alfred Eckhard Zimmern, storico e politologo britannico (Surbiton, n. 1879 - Avon, † 1957)

## Storici dell'arte(1)
- Alfred Hamilton Barr Jr., storico dell'arte statunitense (Detroit, n. 1902 - † 1981)

## Tennisti(1)
- Alfred Beamish, tennista britannico (n. 1879 - † 1944)

## Tenori(2)
- Mario Lanza, tenore, attore e showman statunitense (Filadelfia, n. 1921 - Roma, † 1959)
- Alfred Piccaver, tenore britannico (Long Sutton, n. 1884 - Vienna, † 1958)

## Teologi(1)
- Alfred Wikenhauser, teologo tedesco (Welschingen, n. 1883 - Friburgo in Brisgovia, † 1960)

## Tiratori a segno(3)
- Alfred Grütter, tiratore a segno svizzero (n. 1860 - † 1937)
- Al Lane, tiratore a segno statunitense (New York, n. 1891 - Larchmont, † 1965)
- Alf Swahn, tiratore a segno svedese (Uddevalla, n. 1879 - Stoccolma, † 1931)

## Tuffatori(1)
- Alfred Braunschweiger, tuffatore tedesco (Stoccarda, n. 1885 - Stoccarda, † 1952)

## Velisti(2)
- Alfred Dubois, velista francese (Saint-Sauflieu, n. 1846 - Brunoy, † 1930)
- Alfred Larsen, velista norvegese (Oslo, n. 1863 - † 1950)

## Velocisti(2)
- Alfred Joseph Baker, velocista e calciatore inglese (Londra, n. 1846 - Londra, † 1900)
- Alfred Fitch, velocista statunitense (New York, n. 1912 - Orange, † 1981)

## Vescovi cattolici(5)
- Alfred Joseph Gummer, vescovo cattolico australiano (Perthville, n. 1899 - Geraldton, † 1962)
- Alfred James Jolson, vescovo cattolico statunitense (Bridgeport, n. 1928 - Pittsburgh, † 1994)
- Alfred Leonhard Maluma, vescovo cattolico tanzaniano (Lukani, n. 1955 - Dar es Salaam, † 2021)
- Alfred Maria Oburu Asue, vescovo cattolico equatoguineano (Evinayong, n. 1947 - Ebebiyín, † 2006)
- Alfred Andrew Schlert, vescovo cattolico statunitense (Easton, n. 1961)

## Violinisti(2)
- Alfred Hause, violinista, arrangiatore e direttore d'orchestra tedesco (Ibbenbüren, n. 1920 - Amburgo, † 2005)
- Alfred Rordame, violinista statunitense (Akershus, n. 1862 - Salt Lake City, † 1931)

## Violoncellisti(2)
- Alfred von Glehn, violoncellista, direttore d'orchestra e docente tedesco (Tallinn, n. 1858 - Berlino, † 1927)
- Alfred Wallenstein, violoncellista e direttore d'orchestra statunitense (Chicago, n. 1898 - New York, † 1983)

## Wrestler(2)
- Lord Alfred Hayes, wrestler britannico (Londra, n. 1928 - Dallas, † 2005)
- Al Poling, wrestler statunitense (New York, n. 1957)

## Zoologi(5)
- Louis Germain, zoologo francese (Niort, n. 1878 - † 1942)
- Alfred Mathieu Giard, zoologo francese (Valenciennes, n. 1846 - Orsay, † 1908)
- Alfred Goldsborough Mayer, zoologo e entomologo statunitense (Frederick, n. 1868 - Loggerhead Key, † 1922)
- Alfred Nehring, zoologo e paleontologo tedesco (Bad Gandersheim, n. 1845 - Charlottenburg, † 1904)
- Alfred Newton, zoologo e ornitologo britannico (Ginevra, n. 1829 - Cambridge, † 1907)

## Senza attività specificata(2)
- Alfred Aufdenblatten, sciatore di pattuglia militare e fondista svizzero (Zermatt, n. 1897 - Zermatt, † 1975)
- Alfred Rittmann, vulcanologo svizzero (Basilea, n. 1893 - Piazza Armerina, † 1980)